# Estación de la Calle King
La Estación de la Calle King es una estación de trenes Amtrak que sirve a la ciudad de Seattle, Washington. Ubicada entre las calles South King y South Jackson y las Segunda y Cuarta Avenida al Sur de Pioneer Square barrio de Seattle, justo al sur del centro. Construida entre 1904 y 1906, sirve al Great Northern Railway y Northern Pacific Railway desde que abrió el 10 de mayo de 1906, hasta la creación de Amtrak el 1 de mayo de 1971. La estación fue diseñada por la firma arquitectónica de St. Paul, Minnesota Charles A. Reed and Allen H. Stem, mismos diseñadores asociados de la Grand Central Terminal en Nueva York. Esta estación fue la principal terminal de trenes de Seattle hasta que se construyó la adyacente terminal Oregon & Washington Depot, renombrada después a Union Station, en 1911. La estación se encuentra agregada al Registro Nacional de Lugares Históricos desde 1973.

## Descripción
La Estación de la Calle King cuenta con 3 plataformas centrales.

## Conexiones
La estación es abastecida por las siguientes conexiones: 
- Trenes:
International District/Chinatown (Tren Ligero de Seattle)
- Autobuses:
King County Metro
Sound Transit Express
Amtrak Thruway Motorcoach
Northwestern Trailways